# Erdmann August de Brandenburg-Bayreuth
Erdmann August de Brandenburg-Bayreuth (en alemany Erdmann August von Brandenburg-Bayreuth) va néixer a Bayreuth (Alemanya) el 8 d'octubre de 1615 i va morir a Hof el 6 de febrer de 1651. Era el setè fill del marcgravi Cristià (1581-1655) i de Maria de Prússia (1579-1649). Era, per tant, membre de la Casa de Hohenzollern. Tot i ser el tercer fill baró, va esdevenir l'hereu del marcgraviat en morir prematurament els seus germans grans Jordi Frederic, mort el 1608, i Cristià Ernest, mort el 1614. Amb tot, tampoc va poder succeir el seu pare, ja que també va morir abans que ell, de manera que el títol de marcgravi va passar directament al seu fill Cristià Ernest.

## Matrimoni i fills
El 8 de desembre de 1641 es va casar a Ansbach amb la seva cosina Sofia de Brandenburg-Ansbach (1614-1646), filla de Joaquim Ernest (1583-1625) i de Sofia de Solms-Laubach (1594-1651). El matrimoni va tenir només un fill: 
- Cristià Ernest (1644-1712), casat primer amb Erdmuda Sofia de Saxònia (1644-1670), després amb Sofia Lluïsa de Württemberg (1642-1702) i finalment amb Elisabet Sofia de Brandenburg (1674-1748).